# Martin Josef Geiger
Martin Josef Geiger (* November 1973 in Ellwangen an der Jagst) ist ein deutscher Wirtschaftswissenschaftler.

## Leben
Er wuchs in Aalen auf. Nach dem Abitur am Schubart-Gymnasium Aalen studierte er Wirtschaftswissenschaften an der Universität Hohenheim (Diplom: 1999; Dr. oec.:  eingereicht 2004, verliehen 2005; Habilitation mit Venia Legendi in Betriebswirtschaftslehre: eingereicht 2008, verliehen 2009). Auch erwarb er den Master of Philosophy in Computer Science von der University of Nottingham. Von 2001 bis 2002 war er wissenschaftlicher Mitarbeiter am Lehrstuhl für Industriebetriebslehre der Universität Hohenheim in Stuttgart. Von 2003 bis 2005 war er Mitglied der Forschungsgruppe Automated Scheduling, Optimization and Planning an der Universität Nottingham und forschte an einem Projekt, an dem ein Industriepartner aus der Druckindustrie beteiligt war. Er war Akademischer Rat am Lehrstuhl für Industriebetriebslehre der Universität Hohenheim (2005–2008). Von 2008 bis 2009 unterrichtete er als Associate Professor für Operations und Supply Chain Management an der Syddansk Universitet in Odense. Seit Juli 2009 lehrt er als Professor für Betriebswirtschaftslehre, insbes. Logistik-Management an der Helmut-Schmidt-Universität.

## Schriften (Auswahl)
- Multikriterielle Ablaufplanung. Wiesbaden 2005, ISBN 3-8350-0171-X.
- als Herausgeber mit Walter Habenicht, Marc Sevaux und Kenneth Sörensen: Metaheuristics in the Service Industry. Berlin 2009, ISBN 978-3-642-00938-9.
- als Herausgeber mit Jutta Geldermann und Stefan Voß: Wirtschaftsinformatik, Entscheidungstheorie und -praxis. Ausgewählte Beiträge des gemeinsamen Workshops der GOR-Arbeitsgruppen 2011. Aachen 2012, ISBN 978-3-8440-1000-8.